# Västra Skedvi
Västra Skedvi är kyrkbyn i Västra Skedvi socken i Köpings kommun Västmanland öster om Skedvisjön.
Här ligger Västra Skedvi kyrka.